# Syracuse, Kansas
Syracuse är administrativ huvudort i Hamilton County i Kansas. Orten har fått sitt namn efter Syracuse, New York. Enligt 2020 års folkräkning hade Syracuse 1 826 invånare.